# 天河宏文
天河 宏文（あまかわ ひろふみ、1966年〈昭和41年〉6月14日 - ）は、日本の建設・国土交通官僚。

## 来歴
愛知県出身。1990年（平成2年）、東京大学法学部を卒業。同年、建設省に入省。
入省後、住宅局総務課民間事業支援調整室長、都市局まちづくり推進課長、都市再生機構理事、国土交通省大臣官房参事官、同人事課長、同審議官（不動産・建設経済局担当）などを歴任。生産緑地法の改正や国土交通大臣認定業務などに携わった。
2021年（令和3年）7月1日、国土交通省大臣官房総括審議官に就任。
2022年（令和4年）6月28日、都市局長に就任。
2024年（令和6年）7月1日、国土交通審議官に就任。